# Proalides urawensis
Proalides urawensis is een raderdiertjessoort uit de familie Epiphanidae. De wetenschappelijke naam van deze soort is voor het eerst geldig gepubliceerd in 1959 door Sudzuki.